# André Dupin
André Marie Jean Jacques Dupin, detto André Aîné (Varzy, 1º febbraio 1783 – Parigi, 10 novembre 1865), è stato un giurista, avvocato e politico francese, membro dell'Académie française.

## Biografia
Nato nel 1783 in un piccolo comune del dipartimento della Nièvre, nella Borgogna, figlio di un affermato avvocato, in giovane età divenne l'impiegato principale di uno studio legale parigino. Allievo della Academie de Legislation, fu nominato avvocato nel 1800. Deputato nel 1815, dopo aver preso parte alla Rivoluzione di luglio del 1830  fu presidente della Camera dei deputati dal 1832 al 1840. Avvocato e oratore, durante la Restaurazione di Luigi XVIII, davanti alla Camera dei Pari, fu il difensore di alcuni imputati politici, tra i quali Michel Ney, maresciallo dell'Impero e duca di Elchingen.
Nel 1832 venne eletto membro dell'Académie française come successore del naturalista Georges Cuvier, occupando il seggio numero 35 . Morì a Parigi, a ottantadue anni, nel 1865.
È autore di molte opere giuridiche. Il fratello, François-Pierre-Charles Dupin, matematico, allievo di Monge all'École polytechnique, scrisse diversi lavori di geometria descrittiva e di teoria delle curve.

## Opere (selezione)

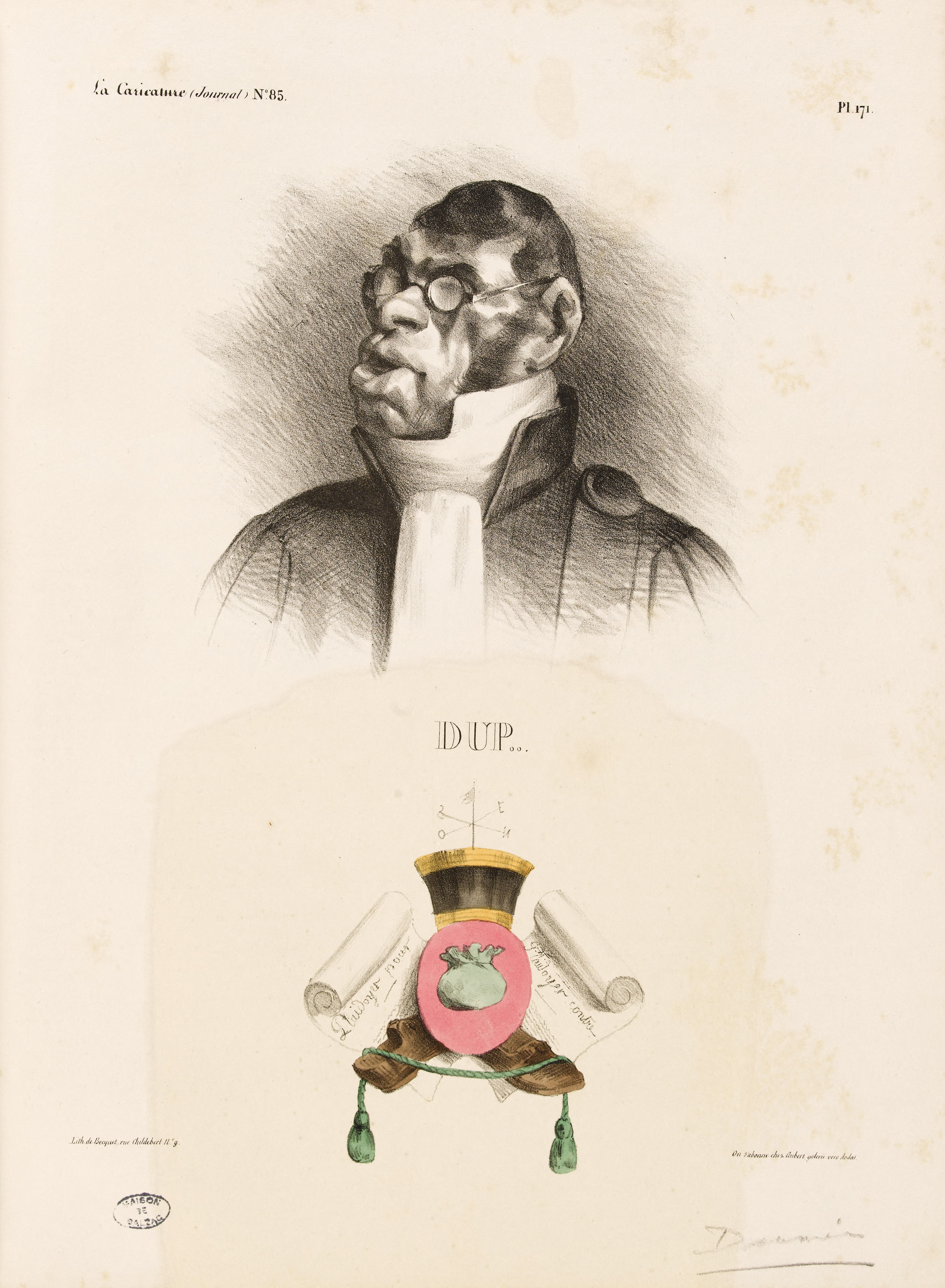
Dupin in una caricatura di Honoré Daumier

- Principia juris civilis tum romani, tum gallici, seu Selecta legum romanarum ex corpore Justinianaeo depromptarum et cum civili Napoleonis codice apte concordantium, 5 voll., A.-A. Éverat (Parisiis), 1806-1812. Testo online del V volume, 1812
- Dissertation sur les rapports entre cohéritiers; faisant suite au Traité des successions ab intestat, Paris, Durand, 1810.
- Des magistrats d'autrefois, des magistrats de la révolution, des magistrats a venir, Paris, Jeunehomme, 1814. Testo online
- Observations sur plusieurs points importants de notre legislation criminelle, Paris, Baudouin freres, 1821.
- Manuel des avocats et des étudians en droit, Bruxelles, chez Adolphe Stapleaux, imprimeur libraire du Roy, 1823.
- Choix des plaidoyers et mémoires de M. Dupin, aîné, Paris, B. Warée Fils Ainé, 1823.
- Procès fait au constitutionnel, comme prévenu de tendance a porter atteinte au respect du a la religion de l'état, Paris, Baudouin freres, 1825.
- Du droit d'aînesse, Paris, P. Ledoux, 1826.
- Revolution de Juillet 1830 : son caractere legal et politique, Paris, Joubert, 1835.
- Manuel de droit public ecclesiastique francais : contenant: les libertes de l'eglise gallicane en 83 articles, avec un commentaire; la declaration du clerge de 1682, sur les limites de la puissance ecclesiastique; le concordat, [...], Paris, Videcoq pere et fils, 1844.
- Constitution de la République Française accompagnée de notes sommaires explicatives du texte, Paris, Videcoq, 1849.
- Memoires de M. Dupin, 4 voll., Paris, H. Plon, 1855-1861. Testo online
- Regles de droit et de morale tirees de l'ecriture sainte / mises en ordre et annotees par M. Dupin, Paris, Plon, 1858.